# Фред Далтон Томпсон
Фред Далтон Томпсон (19. август 1942 — 1. новембар 2015) био је амерички телевизијски и филмски глумац и политичар.
Томпсон је најпознатији по улози Артура Бренча у серијама Ред и закон и Ред и закон: Суђење пред поротом.
Томпсон је преминуо од лимфома 1. новембра 2015. године у 73. години живота.